# Rund um Düren
Das Radrennen Rund um Düren ist ein Eintagesrennen, das im nordrhein-westfälischen Düren ausgetragen wird.
Das Rennen gehörte 2005 bis 2006 zum Rennkalender der UCI Europe Tour. Der Wettkampf war in die Kategorie 1.2 eingestuft und findet Mitte April statt. Zudem ist das Rennen Bestandteil der Internationalen Deutschen Meisterschaft für Männer der Kategorie U23. Ausrichter der Veranstaltung ist der Radsportverein Düren e. V.
Der Rennverlauf führt die Fahrer über etwa 160 Kilometer durch die Nordeifel zwischen Aachen und Köln. In Düren muss dann ein Rundkurs viermal umrundet werden. Durch seine Lage im April und durch die sehr unterschiedlichen Mikroklimata in der Eifel zeichnet sich der Rennverlauf oft durch eine hohe wetterbedingte Dramatik aus.
So kam der Sieger in der Jugend A (heute Junioren) von 1972, Dietrich Thurau im Schneetreiben auf der Zielgeraden in Düren an. Der Amateursieger von 1977, Daniel Willems, musste gar von der Siegerehrung auf direktem Wege ins Krankenhaus Düren gebracht werden, um bleibende Schäden durch Erfrierungen an den Füßen zu verhindern.
Rekordsieger der Veranstaltung ist der zweifache deutsche Olympiateilnehmer Wilfried Trott mit insgesamt drei Siegen.
Start und Ziel sind seit 2011 in Kreuzau.

## Siegerliste

### Männer
| - 2020–2024 nicht ausgetragen - 2019 Robert Jägeler - 2018 Jonas Rutsch - 2017 Leon Rohde - 2016 Jan Brockhoff - 2015 Silvio Herklotz - 2014 Dylan Groenewegen - 2013 Geert van der Weijst - 2012 Michael Schweizer - 2011 Rikke Dijkxhoorn - 2010 Sven Krauß - 2009 Dennis Pohl - 2008 Bram Schmitz - 2007 Marcel Beima - 2006 Elnathan Heizmann - 2005 Robert Retschke - 2004 David Kopp - 2003 Lars Teutenberg - 2002 Lubor Tesař - 2001 Bjørnar Vestøl - 2000 Jürgen Werner - 1999 Allan Johansen - 1998 Torsten Schmidt - 1997 Sven Teutenberg - 1996 Eric De Clercq | - 1995 Lutz Lehmann - 1994 Rik Claeys - 1993 Petr Koscholenko - 1992 Eric van der Heide - 1991 Johan Buurmeyer - 1990 Patrick Rasch - 1989 Mieczyslaw Mazurek - 1988 Werner Wüller - 1987 Uwe Messerschmidt - 1986 Remig Stumpf - 1985 Thomas Freienstein - 1984 Thomas Freienstein - 1983 Peter Hilse - 1982 nicht ausgetragen - 1981 Janusz Bienek - 1980 Wilfried Trott - 1979 Wilfried Trott - 1978 Uwe Bolten - 1977 Daniel Willems - 1976 Alfred Dockx - 1975 Mattieu Buckx - 1974 Svend Erik Bjerg - 1973 Willy Govaerts | - 1972 Wilfried Trott - 1971 Gregoire Van Moer - 1970 Burkhard Ebert - 1969 Georges Barras - 1968 Johannes Knab - 1967 Ortwin Czarnowski - 1966 Werner Ertel - 1965 Ulrich Schönell - 1964 Burkhard Ebert - 1963 Heinz Rüschhoff - 1962 Mike Coupe - 1961 Günter Mendyka - 1960 Ludwig Troche - 1959 Herbert Blochj - 1958 Hans Schramm - 1957 Herbert Wallenborn - 1956 Hans Schramm - 1955 Horst Backat - 1954 Hennes Junkermann - 1953 Herbert Ebbers - 1952 Albert Mußfeld - 1951 Horst Tüller - 1950 Willi Meurer - 1927 Alfred Ebeling |

### Frauen
| - 2013 Martina Zwick |